# Claude Vercey
Claude Vercey, né en 1943 à Dijon, est un poète, dramaturge et metteur en scène français. Il fut enseignant puis administrateur du Théâtre de Saône-et-Loire. Il a écrit une dizaine de pièces.
Fils d'un entraîneur sportif, il a lui-même joué plusieurs années en championnat de France de handball. Très jeune, il aimait lire et adolescent il fut attiré par le théâtre. Avec ses amis, il a joué sa première pièce (il l'avait écrite) dans le bac à sable au pied des immeubles !
Claude Vercey vit à Chalon-sur-Saône. Il est également chroniqueur régulier pour la revue Décharge, où chaque trimestre il livre ses « Ruminations ». Quelques-unes ont été regroupées dans l’ouvrage Poétique, Éthique et tics.
De la poésie, il a fait depuis près de vingt ans son métier et œuvre à la défense et illustration de la poésie contemporaine à travers lectures ou spectacles. Ainsi, en 1984, il se met au service exclusif de la poésie au sein de l'association IMPULSIONS dont il devient salarié. Il a organisé en 1989 l'anthologie Droits de l'homme, paroles de poètes publiée par Louis Dubost aux éditions Le Dé bleu.
Claude Vercey assure également un travail critique dans les I.D (« les Itinéraires de Délestage ») sur le site de la revue Décharge.
Claude Vercey est présent dans diverses anthologies dont La Nouvelle Poésie française, de Bernard Delvaille, Seghers ; L’Histoire de la Poésie française de Robert Sabatier, Albin Michel ; Pleine lucarne, Littérature et football, Cadex ed., 1998 ; 101 poèmes contre le racisme, éd. Le Temps des cerises.

## Œuvres
Théâtre
- Songe d’une vie, spectacle Romain Rolland, 1994
- Contes du Pays d’à-côté, 1992 (à la demande du théâtre de l’Index, de Dijon)
- L’Échange, entrée de comédiens, L’Avant-Scène, 1981
- Paroles de voyages dans la maison immobile, Théâtre Ouvert, 1980
- Top fragile, suivi de Le Clou de la vie, P.J Oswald, 1971

Poésie
- Falsovero, ouvrage collectif, avec Jean-Louis Jacquier-Roux, éditions Corps Puce, 2015  (ISBN 2-35281-093-0)
- Le Dernier poème suivi du Premier poème posthume, La main qui écrit, 2015
- Toboggans, L'Arbre à paroles, 2012
- La Bonne Cause, Gros Textes, 2011,  (ISBN 978-2-35082-166-5)
- Si ça se trouve, éditions Corps Puce,  (ISBN 2-35281-018-3)
- Mes escaliers, Le Carnet du dessert de lune éd., 2009,  (ISBN 2930235934)
- Une affaire de chaperon rouge, ill. Yves Barré, la Renarde Rouge,  (ISBN 978-2-910861-90-2)
- aiMe ta joie, éd. Le Dé Bleu, 2004,  (ISBN 2840311666)
- Une affaire de chaperon rouge, in Comme un terrier dans l’igloo, n°43, 2002
- Le bonheur m’attend, cent dix dits d’amour, éditions Climats, 2001, (ISBN 978-2841581740), Gros textes/ Décharge, 2000
- Ce qui va, Le Dé bleu, 1997,  (ISBN 2-84031-054-6)
- Épisode de feuilles de l’Arbre à sec, Le Dé bleu, 1988
- L’Animal et le Géomètre, Brémond, 1985
- Les 100 papiers, Du Guichet, 1984 ; repris dans Décharge, coll. « Re », - 1996
- Ralentir passage de troupeaux, Hors collection , Le Dé Bleu, 1974
- L’Étrangère, Le Pont de l’Epée, 1974
- Accident sur planète provisoire, Le Dé bleu, 1974
- Déplacé en pays d’abondance, Chambelland, 1971